# Shōfu Muramatsu
Pour les articles homonymes, voir Muramatsu.
Shōfu Muramatsu (村松 梢風, Muramatsu Shōfu, 21 septembre 1889 - 13 février 1961), né Giichi Muramatsu, est un écrivain japonais de l'ère Shōwa.

## Biographie
Muramatsu est né à Mori dans la préfecture de Shizuoka, qui était (et reste) une région rurale isolée. Pas satisfait de la vie en campagne, il déménage à Shiba (Tōkyō) où il est accepté à l'Université Keiō. Il passe toutefois davantage de temps dans les quartiers chauds de Tōkyō, dont Yoshiwara, que dans les cours. Son premier roman, Kotohime monogatari, est basé sur ses expériences dans ces quartiers. Il est publié dans le magazine Chūōkōron en 1917. Le succès de l'œuvre commence sa carrière d'écrivain. Il est aussi connu en tant que maître amateur du jeu de go.
Il est surtout connu pour ses romans de biographie semi-historiques, mais il a également publié plusieurs œuvres de fiction romantique. Plusieurs d'entre eux furent adaptés au cinéma au début des années 1960, notamment Zangiku monogatari.
Son fils Takashi se verra décerner le Prix Kikuchi, et son petit-fils Tomomi Muramatsu est l'un des récipiendaires du Prix Naoki.
Shōfu Muramatsu déménage à Kamakura en 1947. Il y vit jusqu'à sa mort à l'âge de 71 ans.

## Sources
- (en) Cet article est partiellement ou en totalité issu de l’article de Wikipédia en anglais intitulé « Muramatsu Shōfu » (voir la liste des auteurs).
- (ja) Ei Muramatsu, Iro kigen: Onna, onna, mata onna : Maramatsu Shofu no shogai, Saiko Shobo, 1989,  (ISBN 4915612260)
- (ja) Nihon Jinmei Daijiten, Kodansha